# Vicksburg (Mississipi)
Vicksburg és una població dels Estats Units a l'estat de Mississipi. Segons el cens del 2000 tenia 26.407 habitants.

## Demografia
Segons el cens del 2000, Vicksburg tenia 26.407 habitants, 10.364 habitatges, i 6.612 famílies. La densitat de població era de 310,1 habitants per km².
Dels 10.364 habitatges en un 32,2% hi vivien nens de menys de 18 anys, en un 34,9% hi vivien parelles casades, en un 24,2% dones solteres, i en un 36,2% no eren unitats familiars. En el 32% dels habitatges hi vivien persones soles el 13,6% de les quals corresponia a persones de 65 anys o més que vivien soles. El nombre mitjà de persones vivint en cada habitatge era de 2,49 i el nombre mitjà de persones que vivien en cada família era de 3,15.
Per edats la població es repartia de la següent manera: un 28,4% tenia menys de 18 anys, un 9,3% entre 18 i 24, un 27,9% entre 25 i 44, un 19,6% de 45 a 60 i un 14,8% 65 anys o més.
L'edat mediana era de 34 anys. Per cada 100 dones de 18 o més anys hi havia 77,3 homes.
La renda mediana per habitatge era de 28.466 $ i la renda mediana per família de 34.380 $. Els homes tenien una renda mediana de 29.420 $ mentre que les dones 20.728 $. La renda per capita de la població era de 16.174 $. Entorn del 19,3% de les famílies i el 23% de la població estaven per davall del llindar de pobresa.

## Història
El nom de la ciutat deriva de Newitt Vick, plantador de cotó, que va veure les possibilitats del seu terreny i va promoure la seva propietat per establir una comunitat.
La Campanya de Vicksburg van ser una sèrie de batalles i maniobres de la Guerra civil dels Estats Units realitzades contra Vicksburg, una ciutat fortalesa que dominava l'última secció del riu Mississipi controlada pels Estats Confederats d'Amèrica. L'exèrcit de Tennessee comandat pel major general Ulysses S. Grant va obtenir el control del riu Mississipi a capturà la fortalesa, derrotant a les forces del tinent general John C. Pemberton el 1863.

## Poblacions més properes
El següent diagrama mostra les poblacions més properes.

## Nadius famosos
- Beah Richards, actriu